# Verwaltungsgemeinschaft (Sachsen)
Die Verwaltungsgemeinschaft ist eine Form der interkommunalen Kooperation in Sachsen. Bei ihr übernimmt eine Gemeinde (erfüllende Gemeinde) die Aufgaben eines Verwaltungsverbands. Die vereinbarte Verwaltungsgemeinschaft ist nicht selbst rechtsfähig, sie ist keine Körperschaft des öffentlichen Rechts und damit auch kein Gemeindeverband. Die Verwaltungsgemeinschaft hat damit eine analoge Konstruktion wie die vereinbarten Verwaltungsgemeinschaften in Baden-Württemberg.
Stand 1. Januar 2013 gab es 74 Verwaltungsgemeinschaften, zum 1. Januar 2012 waren es noch 87, zehn Jahre davor noch 116.

## Struktur
Eine Verwaltungsgemeinschaft bestehen aus mehreren benachbarten Gemeinden eines gemeinsamen Landkreises, wobei jede Gemeinde nur einer Verwaltungsgemeinschaft angehören kann.
Ein Gemeinschaftsausschuss ist das zentrale Organ der Verwaltungsgemeinschaft. Für den Gemeinschaftsausschuss gelten analoge Regeln wie bei der Verbandsversammlung der Verwaltungsverbände. Er besteht aus dem Gemeinschaftsvorsitzenden, der den Gemeinschaftsausschuss leitet, den Bürgermeistern der Mitgliedsgemeinden sowie zusätzlichen Vertretern pro Gemeinde je nach Einwohnerzahl.

## Aufgaben
Die Aufgaben der Verwaltungsgemeinschaft bestimmt der Paragraph § 36 des Sächsischen Gesetzes über kommunale Zusammenarbeit (SächsKomZG), der dabei auf die Paragraphen § 7 und § 8 zu Verwaltungsverbänden verweist. Die Aufgaben des § 7 erledigt die erfüllende Gemeinde im eigenen Namen, bei den Aufgaben des § 8 wird die erfüllende Gemeinde im Namen der Mitgliedsgemeinden tätig. Zu den Aufgaben nach § 7 gehört die vorbereitende Bauleitplanung (Flächennutzungsplan) sowie Weisungsaufgaben gemäß § 2 Abs. 3 Gemeindeordnung für den Freistaat Sachsen (SächsGemO), wie z. B. das agieren als untere Bauaufsichtsbehörde. Aufgaben, die die erfüllende Gemeinde für die Mitgliedsgemeinden nach deren Weisung erledigt, sind die Vorbereitung und der Vollzug ihrer Beschlüsse, Geschäfte der laufenden Verwaltung und die Vertretung bei Gerichtsverfahren. Durch öffentlich-rechtlichen Vertrag können der Verwaltungsgemeinschaft weitere Aufgaben übertragen werden.